# Lu Yong
Lu Yong (en chino: 陸永; 1 de enero de 1986) es un deportista chino que compitió en halterofilia.
Participó en los Juegos Olímpicos de Pekín 2008, obteniendo una medalla de oro en la categoría de 85 kg. Ganó dos medallas en el Campeonato Mundial de Halterofilia, oro en 2009 y plata en 2005.

## Palmarés internacional
| Juegos Olímpicos   | Juegos Olímpicos       | Juegos Olímpicos | Juegos Olímpicos |
| Año                | Lugar                  | Medalla          | Categoría        |
| ------------------ | ---------------------- | ---------------- | ---------------- |
| 2008               | Pekín (China)          | Medalla de oro   | 85 kg            |
| Campeonato Mundial |                        |                  |                  |
| Año                | Lugar                  | Medalla          | Categoría        |
| 2005               | Doha (Catar)           | Medalla de plata | 85 kg            |
| 2009               | Goyang (Corea del Sur) | Medalla de oro   | 85 kg            |